# Andrzej Kremer
Andrzej Stanisław Kremer (8. august 1961 – 10. april 2010) var en polsk politiker, som var Polens viceudenrigsminister .
Han omkom under et flystyrt den 10. april 2010, hvor bl.a. Polens præsident Lech Kaczyński også omkom.
|  | Artiklen om Andrzej Kremer kan blive bedre, hvis der indsættes et (bedre) billede Du kan hjælpe ved at afsøge Wikimedia Commons for et passende billede eller uploade et godt billede til Wikimedia Commons iht. de tilladte licenser og indsætte det i artiklen. |

1. ↑  Navnet er anført på engelsk og stammer fra Wikidata hvor navnet endnu ikke findes på dansk.
2. ↑  Navnet er anført på engelsk og stammer fra Wikidata hvor navnet endnu ikke findes på dansk.
3. ↑  Navnet er anført på engelsk og stammer fra Wikidata hvor navnet endnu ikke findes på dansk.